# Cho Byung-hwa
Pour les articles homonymes, voir Cho.
Cho Byung-hwa (hangeul: 조병화), né le 2 mai 1921 à Anseong, dans la province de Gyeonggi-do et décédé le 8 mars 2003, est un poète et essayiste sud-coréen. 

## Biographie
Cho Byeong-hwa a multiplié les activités dans le monde littéraire, en étant notamment poète, essayiste, critique, il s'est essayé également à la peinture. Cho est né à Anseong, dans la province de Gyeonggi, pendant la période de la colonisation japonaise en Corée. Il est diplômé de l'école Gyeongseong à Séoul. En 1945, il termine ses études à l'université d'éducation Tokyo avec pour spécialité la physique. Il enseigne ensuite à l'école primaire d'Incheon puis dans des lycées à Séoul. Après ces années d'enseignement dans le secondaire, il devient professeur des universités notamment à l'université Kyung Hee. En 1981, il dirige le département de lettres de l'université Inha. 

## Œuvre
Cho Byeong-hwa fait son entrée dans le monde littéraire en 1949, avec son recueil de poèmes intitulé L'Héritage dont je souhaite me débarrasser (Beorigosipeun yusan). Ses travaux les plus anciens traitent des thèmes de l'amour, du destin, de la joie, de la tristesse de l'homme moderne avec des formes d'écritures standards. Cho a publié plus de 40 recueils de poèmes, en plus de ses écrits en prose.
Cho Byng-hwa fut un auteur très prolifique qui a privilégié une écriture simple, proche de la conversation. Il s'est ainsi éloigné des poésies obscures ou des écrits les plus modernes, cette approche par la simplicité lui a permis de faire connaître sa poésie à un grand nombre de lecteurs. Il a également publié 4 livres théoriques sur la poésie, incluant Si la nuit s'en va, le matin arrive (Bami gamyeon achimi onda), et une trentaine d'essais. 
En 1974, il remporte le prix de l'Association des poètes coréens.